# Maria Teresa de Savoia (comtessa d'Artois)
Maria Teresa de Savoia, comtessa d'Artois (Torí 1756 - Graz 1805). Princesa de Sardenya de la  casa de Savoia amb el tractament d'altesa reial que contragué matrimoni amb qui esdevindria el darrer rei borbònic de França.
Nascuda a Torí, capital del Regne de Sardenya, el dia 31 de gener de 1756, era filla del rei Víctor Amadeu III de Sardenya i de la infanta Maria Antònia d'Espanya. Maria Teresa era neta per via paterna del rei Carles Manuel III de Sardenya i de la landgravina Polixena Cristina de Hessen-Rheinfels-Rotenburg; mentre que per via paterna ho era del rei Felip V d'Espanya i de la princesa Isabel de Farnesi.
El dia 16 de novembre de 1773 contragué matrimoni a Versalles amb el príncep Carles Felip de França, fill del Lluís de França i de la princesa Maria Josepa de Saxònia. Carles Felip esdevindria amb el pas del temps el rei Carles X de França. La parella tingueren quatre fills:
- SAR el príncep Lluís Antoni de França, nat a Versalles el 1775 i mort a Görz el 1844 Es casà a Mittau amb la princesa Maria Teresa de França.

- SAR la princesa Sofia de França, nada a Versalles el 1776 i morí a Versalles el 1783.

- SAR el príncep Carles Ferran de França, duc de Berry. Nat a Versalles el 1778 i mort assassinat a París el 1820. Es casà a Nàpols el 1816 amb la princesa Maria Carolina de Borbó-Dues Sicílies.

- SAR la princesa Maria Teresa de França, nada a Versalles el 1783 i morta a Choisy-le-Roi el 1783.